# 핵인자 카파비

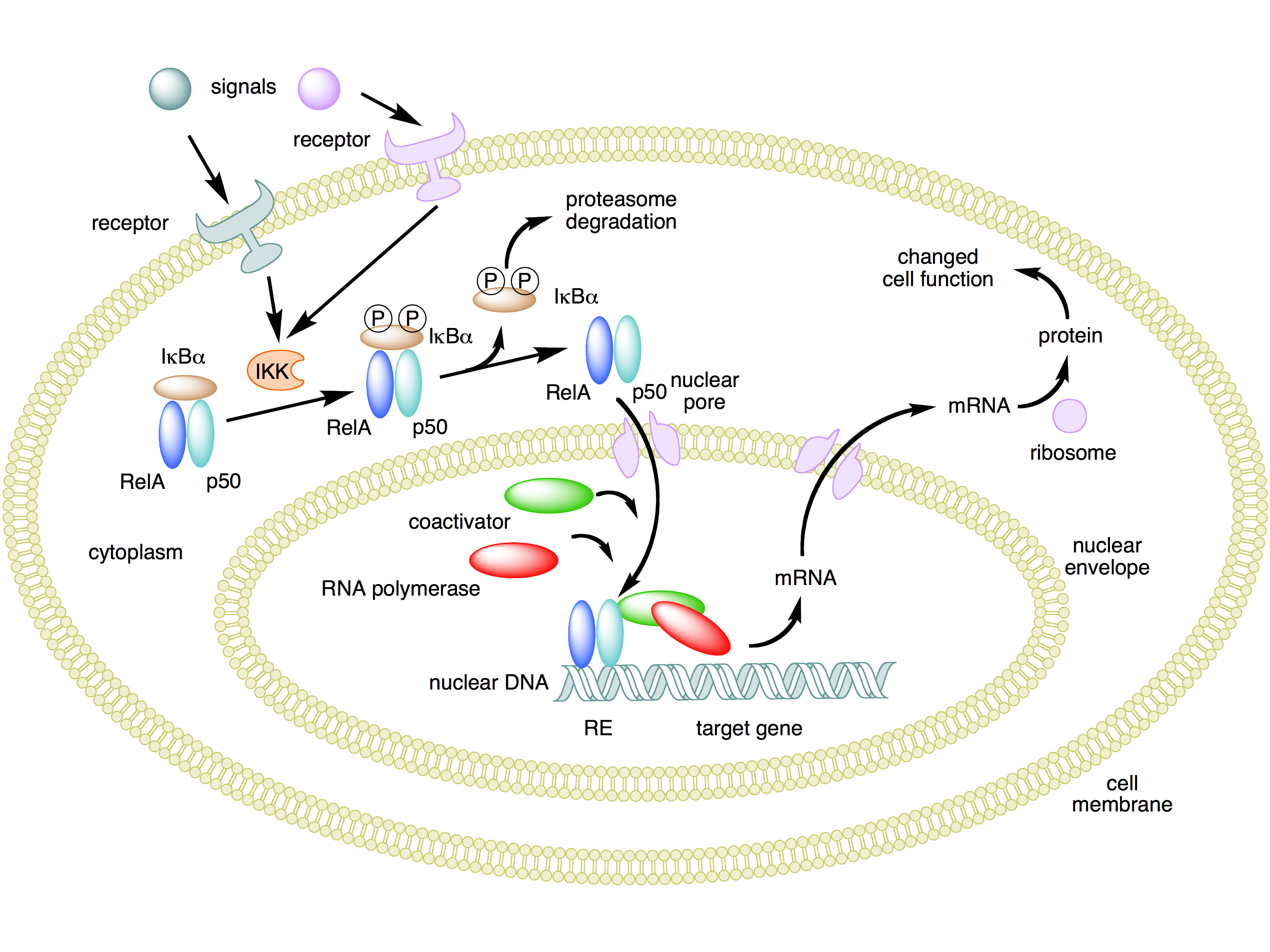
NF-κB의 작용 메커니즘. Rel과 p50 단백질로 구성된 NF-κB 이형이합체(heterodimer)의 작용에 관한 예시. 비활성 상태에서 NF-κB는 억제성 단백질인 IκBα와 결합한 상태로 세포질에 위치한다. 내재성 막단백질에 해당하는 수용체를 매개로 다양한 세포 외 신호가 IκB 키나아제(IKK)를 활성화 시킬 수 있다. IKK는 IκBα 단백질을 인산화시키고, 이어서 IκBα의 유비퀴틴화와 NF-κB에서의 탈부착, 프로테아좀에 의한 IκBα의 최종적인 분해를 초래한다. 억제성 단백질과 해리된 NF-κB는 활성화된 상태로 핵으로 이동하여 반응요소(response element, RE)라고하는 특정 DNA 서열에 결합한다. 이어서 DNA/NF-κB 복합체는 보조활성자와 RNA 폴리머레이즈와 같은 다른 단백질을 동원하여 하류 영역의 DNA 서열을 mRNA로 전사시킨다. mRNA는 단백질로 번역되어 세포 기능의 변화를 일으킨다.

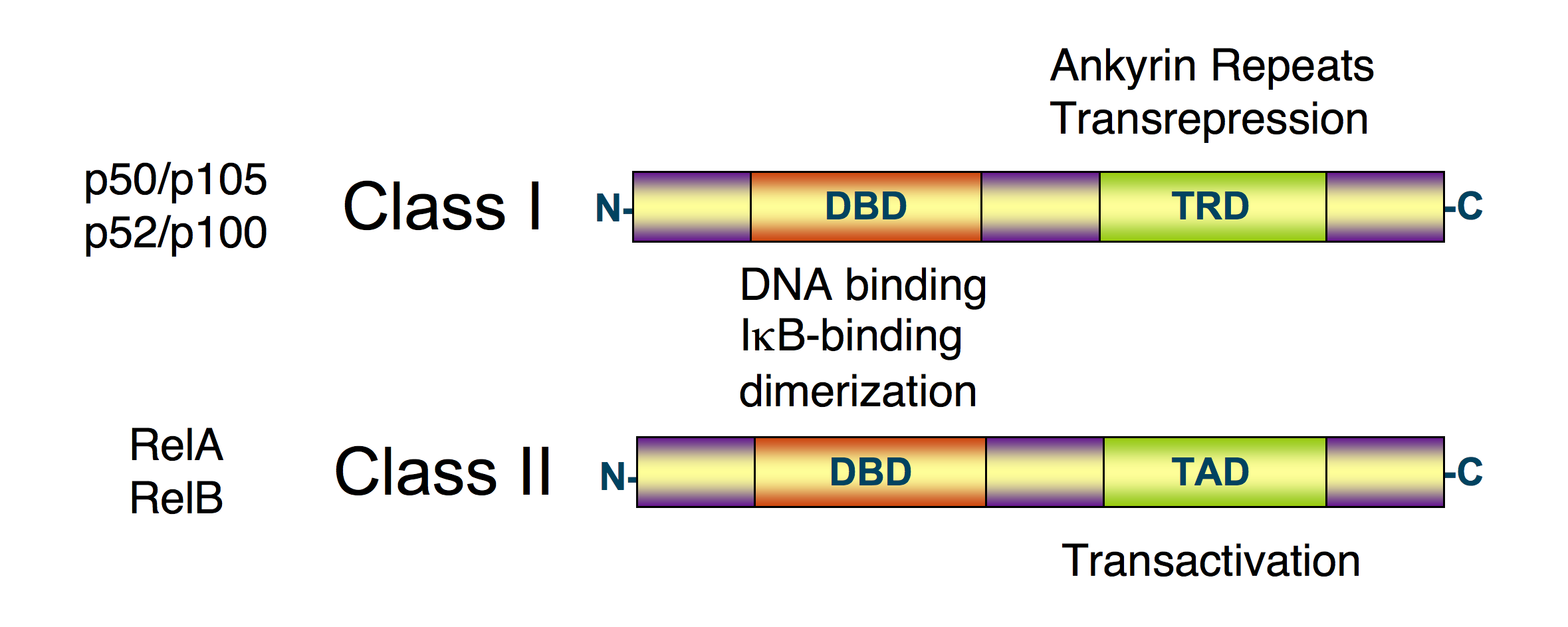
NF-κB 단백질의 구조. NF-κB 단백질은 크게 두 가지 구조적 클래스인 클래스 I(위)과 클래스 II(아래)로 구분할 수 있다. 둘 모두 N 말단의 DNA결합역(DNA Binding Domain, DBD)을 가지고 있다. 이 부위는 다른 NF-κB 전사인자와 이량체를 이룰 때 접합부위로 작용하며, 억제성 단백질인 IκBα의 결합부위이기도 하다. 클래스 I NF-κB 단백질의 C 말단은 안키린 반복 구조를 포함하고 있으며, 전사 억제 역할을 할 수 있다. 반면 클래스 II NF-κB 단백질의 C 말단은 전사 활성 기능을 가진다.

핵인자 카파비(NF-κB, nuclear factor kappa-light-chain-enhancer of activated B cells)는 DNA의 전사 과정, 사이토카인의 생성과 세포의 생존에 관여하는 단백질 복합체이다. NF-κB는 거의 모든 동물 세포 종류에서 발견되며 다양한 자극에 대한 세포 반응, 예를 들어 스트레스, 사이토카인, 자유 라디칼, 중금속, 자외선 노출, 산화된 지방질, 박테리아 및 바이러스 항원 등에 대한 반응에 관여한다.
NF-κB는 염증 반응에서 중요한 역할을 수행한다. NF-κB의 잘못된 전사 조절은 암, 염증성 질환과 자가면역질환, 패혈증 쇼크, 바이러스 감염, 면역계의 발달이상 등을 초래한다. NF-κB는 또한 시냅스 가소성 및 기억의 형성 과정에도 관여하는 것으로 알려져 있다.

## 같이 보기
- 신호 전달
- 전사인자
- IKK2
- RELA